# Боклевский, Константин Петрович
Константи́н Петро́вич Бокле́вский (24 апреля 1862, c. Питомша, Рязанская губерния — 1 июня 1928, Ленинград) — российский инженер-кораблестроитель, профессор Ленинградского политехнического института и Военно-морской академии, генерал-майор Корпуса корабельных инженеров.

## Биография
Родился 24 апреля 1862 в cеле Питомша Рязанской губернии. Старший сын художника Петра Михайловича Боклевского — иллюстратора произведений Н. В. Гоголя, А. Н. Островского, Ф. М. Достоевского.
В 1881—1884 годах учился в Морском Техническом училище, в 1886—1888 — в Морской Академии, в промежутке стажировался на должностях корабельного инженера. После академии К. П. Боклевский работал помощником строителя в Петербурге (постройка броненосца и канонерской лодки), с 1889 года по 1897 — в Николаеве (миноносцы, канонерские лодки, пароход, круглая в плане «поповка» — броненосец береговой обороны «Новгород»). Параллельно он был консультантом завода в Херсоне (проекты коммерческих пароходов, двух катеров и миноносца). С 1898 по 1901 К. П. Боклевский был в командировке во Франции и Швейцарии (наблюдение за постройкой крейсера «Баян» и броненосца «Цесаревич»).
Благодаря такому богатому опыту и эффективному выполнению порученных дел, К. П. Боклевский в 1901 году по инициативе А. Н. Крылова был назначен деканом Кораблестроительного отделения Политехнического института в Петербурге с задачей организации как строительных работ, так и учебного процесса. Деканскую должность только в 1923 году передал В. Л. Поздюнину (то есть руководил факультетом 22 года). В апреле 1902 года возглавил кафедру Корабельной архитектуры и был её заведующим на протяжении 26 лет, до 1928 года. Его первой учебной дисциплиной была «Морская энциклопедия», затем он создал учебник по проектированию судов.
В 1899 году К. П. Боклевский участвовал в основании общества «Русский Регистр» (нынешнего Российского морского регистра судоходства). В 1903 году впервые в мире организовал применение на танкерах дизелей, проведя в Нижнем Новгороде модернизацию двух теплоходов. В 1901 году К. П. Боклевский переводится из флота в запас, а в 1914 году снова был призван на флот и стал генерал-майором Корпуса корабельных инженеров. В 1908 году подготовил доклад о наилучших типах морских судов. С 1909 года К. П. Боклевский организовал, не прекращая основной работы, подготовку специалистов по воздухоплаванию и авиастроению, которая продолжалась до 1916 года, а потом была возобновлена в 20-е годы. В 1915 году он поддержал создание Союза морских инженеров — одного из предшественников нынешнего НТО им. акад. А. Н. Крылова. С 1927 года принимал участие в составлении «Технической энциклопедии» под редакцией Л. К. Мартенса, автор статей по судостроительной тематике.
- 1884 — Окончил Морское инженерное училище в Кронштадте.
- 1888 — Окончил Николаевскую морскую академию. Служил на верфи Нового Адмиралтейства, где участвовал в постройке крейсера «Память Азова», а затем командируется на юг, где на заводе Беллини-Фендерих в Одессе организует постройку черноморских миноносцев. Приняв затем участие в постройке ряда военных судов в Николаевском адмиралтействе, Боклевский получает назначение на заводы Forges et Chantiers de la Mediterranee в La Seyne близ Тулона наблюдающим за постройкой броненосца «Цесаревич» и крейсера «Баян».
- 1898 — Предложил применять нефтяные двигатели внутреннего сгорания на судах.
- 1901 — Помощник главного корабельного инженера Петербургского военного порта, руководил постройкой эскадренного броненосца «Бородино» и других кораблей для Дальнего Востока.
- 1902 — Профессор кафедры корабельной архитектуры Санкт-Петербургского политехнического института.
- 1902—1923 — Организатор и декан первого в России кораблестроительного факультета Санкт-Петербургского политехнического института.
- 1903 — Проект теплохода с нефтяным двигателем внутреннего сгорания.
- 1909 — Создал при институте первую в России высшую авиационную школу (воздухоплавательные курсы, на базе которых впоследствии был образован авиастроительный факультет), устроил аэродинамическую лабораторию и лабораторию авиадвигателей.
- 1914 — Генерал-майор Корпуса корабельных инженеров.
- 1917 — Главный инспектор заводов морского ведомства. Председатель Технического совета Регистра СССР.
- 1920 — Профессор Морской академии.

После Октябрьской революции руководил работами по проектированию торговых судов.
Умер в 1928 году, похоронен на Богословском кладбище в Санкт-Петербурге.

## Память
Наш декан Константин Петрович Боклевский прививал нам и своим примером, и лекциями особую любовь к кораблям, к их линиям, к их скорости, к элегантности внутренних помещений, и мы в течение обязательных летних плаваний ещё больше проникались любовью к морю и кораблям. Константин Петрович относился к своим студентам поистине как к родным, много интересуясь жизнью каждого из нас, следя за успехами, устраивал на дальние плавания или на летние заработки и, главное, по окончании института, на службу на разные заводы или в Адмиралтейство (Владимир Иванович Юркевич).